# Бленвиль-Буабриан Армада
«Бленвиль-Буабриан Армада» (англ. Blainville-Boisbriand Armada, фр. Armada de Blainville-Boisbriand) — молодёжный хоккейный клуб, выступающий в Главной юниорской хоккейной лиге Квебека (QMJHL). Базируется в городе Буабриан, провинция Квебек, Канада.

## История
«Армада» была основана как «Сент-Джонс Фог Девилз» в 2005 году, когда Ньюфаундленду была предоставлена франшиза на расширение. Перед сезоном 2008–09 команда переехала в Монреаль, и стала называться «Монреаль Джуниор». В июне 2011 года команда была продана группе, возглавляемой бывшим защитником НХЛ Жоэлем Бушаром, который перевёл команду в Буабриан. 12 июля 2011 года команда представила новое название, логотип и цвета.

## Достижения
- Финалист QMJHL : 2017, 2018;
- Победитель регулярного сезона (1): 2017–18;
- Робер Лебель Трофи (2): 2015, 2017;